# موتور محمد دبكوري (بمبور الشرقي)
موتور محمد دبکوري (بالإنجليزية: Mowtowr-e Mohammad Dapakury)‏ هي منطقة سكنية تقع في إيران في سيستان وبلوتشستان.